# Route P124 (Lettonie)
La route P124 (Autoceļš P124) est une  route régionale de Lettonie reliant Ventspils à Kolka.
Elle a une longueur de 75,0 km.

## Présentation
La route P124 Ventspils-Kolka est une route régionale qui relie la route A10 près de Ventspils à la route P131 près de Kolka en longeant la côte de la mer Baltique et le détroit d'Irbe.
La route traverse les novads de Ventspils et de Talsi.